# 질 클레이버그
질 클레이버그(Jill Clayburgh, 1944년 4월 30일 ~ 2010년 1월 5일)는 미국의 배우이다.

## 출연 작품

### 영화
- 사랑은 다 괜찮아